# 大観覧車 (ウィーン)

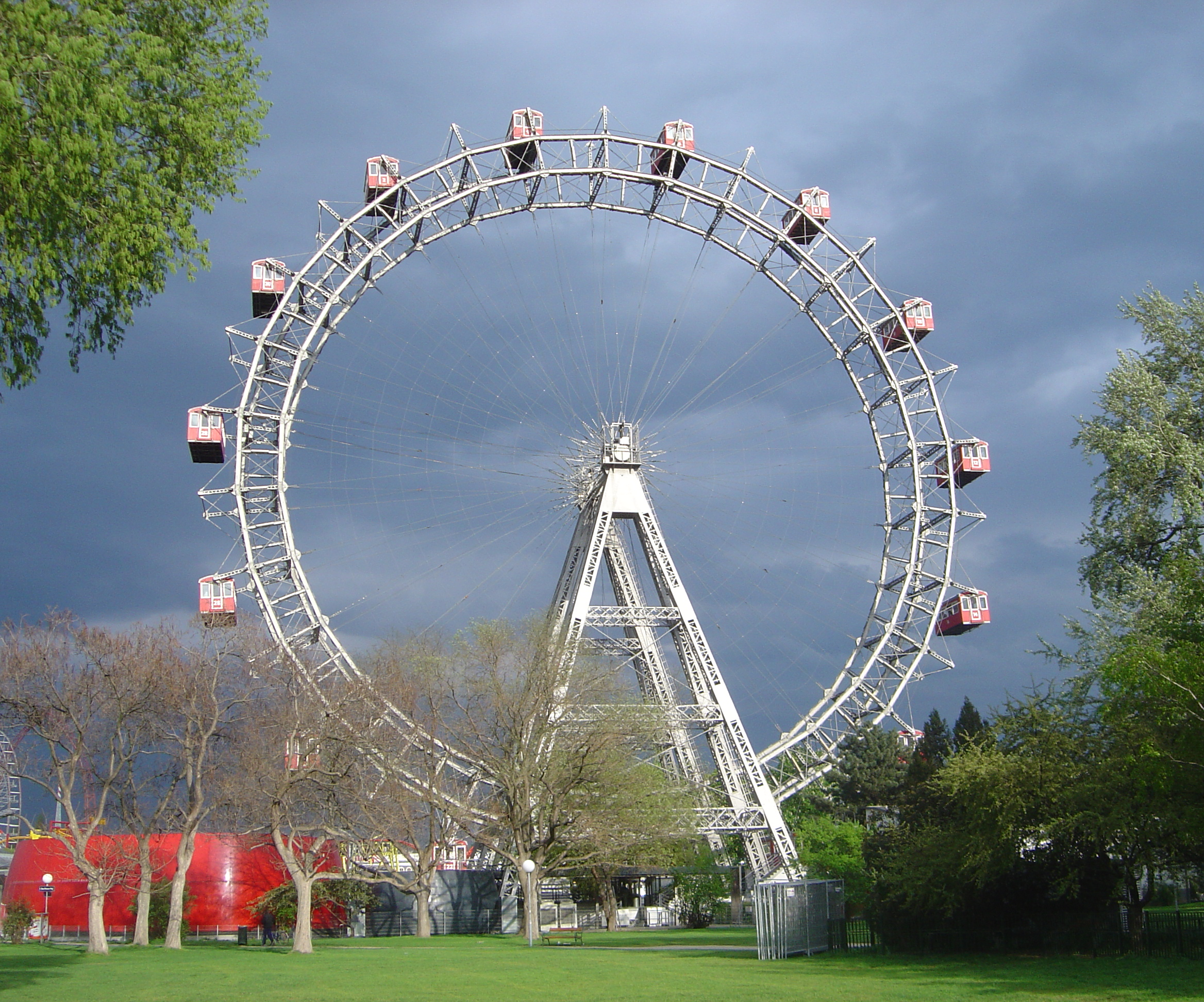
大観覧車

大観覧車（だいかんらんしゃ、独: Wiener Riesenrad）は、オーストリアのウィーンのレオポルトシュタット区のプラーター公園にある観覧車。映画『第三の男』に登場したことで知られる。

## 概要
イギリスの退役海軍軍人ウォルター・B.バセット (Walter Basset Basset, 1864 - 1907) により1897年に、フランツ・ヨーゼフ1世 (オーストリア皇帝)の在位50年記念のために建設された。バセットはヨーロッパに4基の観覧車を建設したが、この観覧車はそのうち現存する唯一のもので、年次的にはイギリスのロンドン、ブラックプールに次ぐ3番目である。形状はかつてブラックプールに存在したものとほとんど同じである。
バセットは翌年フランス・パリに当時世界最大の観覧車「グランド・ルー・ド・パリ」を建設するが、グランド・ルー・ド・パリが撤去されてからは、このプラーター公園の大観覧車が現役世界最大となった。1944年第二次世界大戦の戦火に焼かれ、戦後には撤去の声も上がったが、30あった客車を15に減らして輪への負担を少なくすることで耐え抜き、1981年に神戸ポートピアランドに設置されたジャイアントホイール（現存せず）に抜かれるまで、半世紀以上現役世界最大の座を保持し続けた。ワゴンの数　15、全高　地上64,75m、ホイールの直径　60,96m（= 200フィート）、ホイールの外径　55,78m、ホイールの内径　49,68m、観覧車の軸　長さ10,78m、太さ0.5 m、16.3 t、ホイールの重量　244,85t、鉄構造物の総重量　430,05t、回転速度　0.75m/秒=2,7km/h。
2017年2月13日放送のNHK Eテレ『旅するドイツ語』番組内にて、旅人（パーソナリティ）の一人スザンネ・シェアマンにより、ゴンドラの定員は20名であり、パーティの開催も可能（要予約）である事が明言された。なお、撮影当時のゴンドラ内は落書きで一杯であった。